# Родниково (Калінінградська область)
Родниково (рос. Родниково) — селище Черняховського району, Калінінградської області Росії. Входить до складу Свободненського сільського поселення.
Населення —  26 осіб (2015 рік). 

## Населення
| 2002 | 2010 |
| ---- | ---- |
| 26   | →26  |